# Budapests 13:e distrikt
Budapests 13:e distrikt är en del av huvudstaden Budapest i Ungern. Antalet invånare är 113 531.